# Wilma Aintila
Wilma Aintila, née le 12 avril 2004 à Kirkkonummi, est une coureuse cycliste professionnelle finlandaise.

## Biographie
Après avoir passé ses années juniors au sein du team Rygter, Wilma Aintila signe un contrat avec l'équipe continentale Lotto Dstny Ladies pour la saison 2023. Elle avait été nommée, au préalable, cycliste finlandaise de l'année 2022.
En 2024, elle remporte le titre national espoir sur le contre-la-montre et échoue à la 2e place sur la course en ligne élite. Elle s'illustre également par une échappée sur le Samyn des dames. En août elle participe pour la première fois de sa carrière au Tour de France Femmes.
En fin de saison, elle signe un contrat de deux ans avec l'équipe World Tour allemande Canyon//SRAM Racing.

## Palmarès sur route

### Par années
- 2021
  - 10e du championnat d'Europe du contre-la-montre juniors
- 2022
  - 6e du championnat d'Europe du contre-la-montre juniors
- 2023
  - 5e du championnat d'Europe du contre-la-montre espoirs
- 2024
  -  Championne de Finlande du contre-la-montre espoirs
  - 2e du championnat de Finlande sur route

### Résultats sur les grands tours

#### Tour de France
1 participation
- 2024 : 109e

#### Tour d'Espagne
1 participation
- 2024 : 80e

### Classements mondiaux
| Année                                 | 2023 | 2024 |
| ------------------------------------- | ---- | ---- |
| Classement UCI                        | 964e | 272e |
| UCI World Tour                        | nc   | 284e |
|                                       |      |      |
| Légende : nc = non classéSource : UCI |      |      |

## Palmarès en cyclo-cross
- 2021-2022
  -  Championne de Finlande de cyclo-cross juniors